# Politehnica Jassy
Fotbal Club Politehnica Iași – rumuński klub piłkarski grający obecnie w pierwszej lidze, mający siedzibę w mieście Jassy, leżącym w  północno-wschodniej części kraju.

## Historia
Klub został założony przy Politechnice w Jassach 27 kwietnia 1945 roku jako Sportul Studențesc Iași, następnie przemianowany na Asociatia Sportiva Politehnica Iași. Politehnica po utworzeniu zaczęła występować w drugiej lidze rumuńskiej. W 1948 roku doszło do fuzji z Clubul Sportiv Universitar Iași, ale w 1949 roku wrócono do nazwy ASP Iași. Z kolei od 1950 roku klub nazywał się Știința Iași. 1 kwietnia 1958 roku Știința połączyła się z CFR Iași tworząc Clubul Sportiv Muncitoresc Studențesc Iași.
W 1960 roku zespół po raz pierwszy w swojej historii awansował do pierwszej ligi, jednak pobyt w niej trwał rok. W 1962 roku klub ponownie grał w pierwszej lidze i spadł z niej w 1967 roku. W październiku tamtego roku zmieniono nazwę na Politehnica Iași. Kolejne epizody w pierwszej lidze Politehnica zaliczała w latach 1968–1972, 1973–1981, 1982–1990 i 1995–96. W 2001 roku została nazwana Fotbal Club Municipal Politehnica Iași, a potem po raz pierwszy w historii zdegradowana do trzeciej ligi. Po spadku weszła w fuzję z Unireą 2000 tworząc Clubul Sportiv Poli Unirea Iași. W 2004 roku Politehnica znów grała w pierwszej lidze i powróciła do nazwy FC Politehnica Iași. W sezonie 2009/2010 klub został relegowany do Liga II.

## Reprezentanci kraju grający w klubie
- Cornel Buta
- Marcel Coraș
- Adrian Cristea
- Andrei Cristea
- Marian Damaschin
- Vasile Iordache
- Daniel Pancu
- Mihai Pascovici
- Adrian Popescu
- Bogdan Stelea
- Stojan Ignatow
- José Montiel
- Domen Beršnjak
- Andrej Pečnik